# Онсервије
Онсервије (фр. Ancerviller) насеље је и општина у североисточној Француској у региону Лорена, у департману Мерт и Мозел која припада префектури Линевил.
По подацима из 2011. године у општини је живело 253 становника, а густина насељености је износила 20,5 становника/km². Општина се простире на површини од 12,34 km². Налази се на средњој надморској висини од 310 метара (максималној 335 m, а минималној 277 m).

## Демографија
| 1962. | 1968. | 1975. | 1982. | 1990. | 1999. | 2011. |
| ----- | ----- | ----- | ----- | ----- | ----- | ----- |
| 375   | 309   | 288   | 254   | 220   | 241   | 253   |

График промене броја становника у току последњих година